# Sergeant

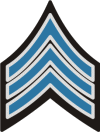
Rangabzeichen eines Sergeants des NYPD: International unterscheidet der Winkel als Abzeichen häufig den Unteroffizier vom Offizier (Sterne)

Sergeant (englisch, niederländisch, finnisch), Sergent (französisch, dänisch), Sargento (portugiesisch und spanisch, von lateinisch serviens, dienend) ist in zahlreichen englisch- und romanischsprachigen Ländern sowie in Dänemark, den Niederlanden und Finnland ein Unteroffiziersdienstgrad. Der Dienstgrad wird auch bei der Polizei verwendet. In Frankreich wird der Sergent in den „berittenen Truppen“ (z. B. Panzertruppe, Gendarmerie) Maréchal-des-logis genannt.

## Herkunft
Als servientes equites (französisch: sergents à cheval) bezeichnete man im Hochmittelalter etwa seit dem 12. Jahrhundert berittene Soldaten nichtritterlicher Abstammung, also nichtadlige Kriegsknechte, Knappen und Berufskrieger, die nach ritterlicher Art bewaffnet waren und kämpften. Teilweise wurden auch Edelknechte als servientes bezeichnet, also junge Adlige, die noch nicht durch die Schwertleite (später den Ritterschlag) zum Ritter promoviert worden waren. Die Bezeichnung kam besonders in den militärischen Ritterorden zur Anwendung, wo nichtritterliche Ordensmitglieder generell als Sergeanten bezeichnet wurden.

## Militärischer Dienstgrad
Anhand der Rangtabelle der NATO-Streitkräfte (NATO-Rangcode-System) lässt sich der Dienstgrad „Sergeant“ im Verhältnis zu Dienstgraden der Bundeswehr einordnen. Ein britischer Sergeant deckt mit seinen Befugnissen die Dienstgrade Unteroffizier bis einschließlich Oberfeldwebel ab. In einigen britischen Regimentern wie The Rifles wird traditionsgemäß die Bezeichnung Serjeant geführt. Ein US-amerikanischer Sergeant entspricht hingegen den Bundeswehrdienstgraden Unteroffizier und Stabsunteroffizier; in einem ähnlichen Verhältnis stehen der französische Sergent und der italienische Sergente.
Die fachliche Qualifikation und Ausbildungsdauer dagegen kann stark abweichen: In der Bundeswehr ist die Beförderung zum Unteroffizier in der Regel nach etwa einem Jahr Ausbildung möglich, in Frankreich dagegen bereits nach drei Monaten.
In der mehrsprachigen Schweizer Armee entspricht der Sergeant dem Wachtmeister, der als Gruppenführer verwendet wird.

## Polizeilicher Dienstgrad
Der Dienstgrad bzw. die Amtsbezeichnung „Sergeant“ wird auch von vielen Polizeien verschiedener Länder verwendet. Es ist für gewöhnlich der höchste Rang, den ein vorgesetzter Beamter innehat, der direkt in einer Dienststelle oder im Streifendienst eingesetzt ist.
Bei der britischen Polizei ist der Police Sergeant zwischen dem Police Constable und dem Inspector angesiedelt. Britische Police Sergeants werden in der Regel von ihren Untergebenen mit „Sergeant“, „Sarge“, „Skipper“ oder „Skip“ angesprochen.
Constables müssen ihre zweijährige Probezeit abgeschlossen haben, bevor sie sich für die Auswahltests zum Sergeant bewerben können. In Londons Metropolitan Police Service existierte von 1890 bis 1973 noch ein dienstgradhöherer Sergeant, der Station Sergeant bzw. First Class Detective in der Abteilung für Kriminalermittlungen.
In vielen US-amerikanischen Polizeibehörden wird der Sergeant, der meist direkt unter dem Lieutenant angesiedelt ist, ebenfalls als Dienstgrad verwendet.
Die Polizeien von Neuseeland und Australien haben ebenfalls den Rang eines Senior Sergeant.

## Historischer Gebrauch in Deutschland

### Militär

Preußischer Sergeant mit großem Adlerkopf der Portepeeunteroffiziere

In der preußischen Armee wurde der Rang des Sergeanten zum 3. Oktober 1843 wiedereingeführt, nachdem er zwischenzeitlich abgeschafft und teils synonym mit dem Terminus „Feldwebel“ verwendet worden war. Als Rangabzeichen geführt wurde ab dem 6. Januar 1846 ein großer Adlerknopf an beiden Kragenenden, im Soldatenjargon auch Schwungrad genannt. Der Knopf kennzeichnete von nun an auch den Feldwebel, den Obergefreiten und, in kleinerer Form, den Gefreiten.
Im Kontingentsheer des Deutschen Kaiserreichs rangierte der Sergeant nach den Portepee-Unteroffizieren und stand zwischen dem Corporal bzw. Unteroffizier und dem Vizefeldwebel. Ein Unteroffizier konnte frühestens nach 5½ Dienstjahren zum Sergeanten befördert werden. Allerdings war der Sergeant kein regulär zu durchlaufender Dienstgrad zwischen dem Unteroffizier und dem Vizefeldwebel; zum Sergeanten rückten lediglich längerdienende Funktions-Unteroffiziere (z. B. als Sanitäts-Sergeant, Ausbilder oder Korporalschaftsführer) auf. Ein Infanterieregiment hatte etwa 48 etatmäßige Sergeanten.
Der Dienstgrad wurde 1921 in „Unterfeldwebel“ umbenannt, dementsprechend „Unterwachtmeister“ bei Kavallerie und Artillerie. Ihm entspricht in der modernen Bundeswehr der Bundesrepublik Deutschland der – allerdings außer bei Offizieranwärtern nunmehr stets zu durchlaufende – Dienstgrad Stabsunteroffizier.

### Polizei
Etwa zeitgleich mit dem Wiederaufkommen des Dienstgrads beim Militär kam der Sergeant bei den Polizeien der Länder des Deutschen Bundes in Gebrauch. Da einfache Polizeiangehörige üblicherweise mit den Unteroffizieren der Armee rangierten, war der Sergeant als nächsthöherer Rang fast überall der zweitunterste Dienstgrad der Polizei – vor dem kleinstädtischen Polizeidiener, dem Schutzmann in der Großstadt oder dem militärisch organisierten Gendarm auf dem Land.
Diesbezüglich eine Ausnahme bildeten Preußen und das Großherzogtum Hessen. In den Polizeiverwaltungen der preußischen Klein- und Mittelstädte war „Sergeant“ der Einstiegsdienstgrad und ranggleich mit dem „Schutzmann“ der militärisch ausgerichteten Berliner Schutzmannschaft. In der großherzoglich-hessischen Gendarmerie war der einfache Gendarm ranggleich mit dem Sergeanten der Armee.
In allen Polizeien des Kaiserreichs waren „Wachtmeister“ und der „Oberwachtmeister“ die unmittelbar vorgesetzten Dienstgrade. Diese entsprachen dem „Vizefeldwebel“ und „Feldwebel“ der Armee. In Bayern existierte zusätzlich der Dienstgrad „Stabsoberwachtmeister“, vergleichbar dem „Offizierstellvertreter“ der Armee.
Seit Mitte des 19. Jahrhunderts wurden im Polizeidienst fast ausnahmslos ehemalige Soldaten beschäftigt. Die Berliner Schutzmannschaft akzeptierte seit 1852 nur solche Bewerber, die freiwillig neun Jahre (statt der üblichen zwei bis drei Jahre Aktivdienst im Rahmen der Wehrpflicht) gedient hatten, davon mindestens fünf Jahre als Unteroffizier. Ähnliches galt in den meisten deutschen Ländern.
Der Polizeidienstgrad „Sergeant“ wurde nach dem Ende des Deutschen Kaiserreichs 1918 noch einige Jahre verwendet. Um 1923 entfiel er vollständig. In Bayern, Hessen und Preußen trat an seine Stelle der Mannschaftsrang „Unterwachtmeister“.